# 朱膺鉙
南渭怀简王朱膺鉙（1463年—1517年），明朝南渭荣顺王朱音𡑠的庶次子，曾管理府事，后追封为王。

## 生平
成化元年（1465年）七月赐名。后封镇国将军。
朱膺鉙的嫡长兄南渭长子朱膺䥯与弟弟们形同仇敌，想毒死他们。弘治四年（1491年）十二月，朱膺䥯以罪废为庶人。弘治五年（1492年）六月朱音𡑠去世，朱膺鉙管王府事。
弘治八年（1495年）四月，朱膺鉙因父兄所遺宮人多有年少無出者，請求让她们的亲属收领她们，让她们有所归依，获准。
朱膺鉙與其嫂朱膺䥯夫人胡氏互奏諸不法事，下鎮巡等官勘報，多不實。胡氏父胡海、弟胡元輔、胡元弼擅入王府飲酒，胡元輔又與宮婢嬉戏，教授周大用輔導失職，都获罪。弘治九年（1496年）闰三月，明孝宗认为胡氏、朱膺鉙互奏不實，本當重治，姑且降敕书切責，朱膺鉙革一半岁禄，胡元輔贖罪后發貴州鎮遠府為民。
正德元年（1506年）四月，因朱膺鉙上奏自己省躬改過已十年，明武宗将他的俸禄恢复为全额。
正德二年（1507年）十一月，賜朱膺鉙《四書集註》一部。
当时因为寧王朱宸濠請求以其宮人方氏、徐氏為夫人获准，各王府多引以為例。朱膺鉙和昌化王府鎮國將軍朱成鑇都请求封生母为夫人。正德三年（1508年）六月，武宗因非祖宗舊制，不允。
正德六年（1511年）八月，因朱膺鉙所请，赐《皇明祖訓》一部。
正德十二年（1517年），朱膺鉙去世。朝廷定由朱膺鉙子朱彦滨袭封南渭王，朱彦滨请求为父亲追封。正德十四年（1519年）六月，追封朱膺鉙為南渭怀简王。
先前，朱膺䥯与乳婦尹妙貴通奸生下长子朱彥淤，按例朱彥淤不得请封，但朱彥淤得以受封为镇国将军。朱彥淤死后，嘉靖元年（1522年）七月，胡氏指使朱彥淤的遗孀鄭氏私下入京，上奏说朱彥淤的儿子朱譽梡应该袭封南渭王，却被朱彦滨谋夺。礼部勘察上奏，明世宗诏命中使送鄭氏回国，并将其亲属鄭昇及南渭王府輔导官交由巡按御史逮捕问讯。
嘉靖二年（1523年）九月，朱彥濱受册袭封為南渭王。

## 评价
- 《弇山堂别集》卷074：慈仁短折，平易不訾。

## 家庭

### 子孙
- 嫡長子朱彥濱
- 嫡次子朱彥湝，弘治元年（1488年）九月赐名，[14]弘治九年（1496年）五月按制度赐輔國將軍誥命冠服[15]
  - 嫡长子朱譽𣔺，弘治十七年（1504年）二月赐名[16]
- 庶三子朱彥渤，弘治元年（1488年）九月赐名，[14]弘治九年（1496年）五月按制度赐輔國將軍誥命冠服[15]